# Slobozia Silișcani
Slobozia Silișcani – wieś w Rumunii, w okręgu Botoszany, w gminie Mihălășeni. W 2011 roku liczyła 175 mieszkańców.